# 아바디아산살바토레
아바디아산살바토레(이탈리아어: Abbadia San Salvatore)는 이탈리아 토스카나주 시에나도에 있는 코무네다. 피렌체에서 남동쪽 110km, 시에나에서 남동쪽 60km 거리에 있다.
아바디아산살바토레는 이 도시에 위치한 동명의 수도원에서 이름 붙여졌다. 이 지역은 한때 중요한 진사 생산지였다.